# Gonzalo Sagi-Vela
Gonzalo Sagi-Vela Fernández-Pérez es un exbaloncestista español de los años 1970 y 1980. Nació en Madrid el 25 de febrero de 1950. Jugaba en la posición de escolta/alero. Medía 1,85 m de altura.
Fue alumno del Colegio Nuestra Señora de las Maravillas de Madrid. Se formó en las categorías inferiores del Club Baloncesto Estudiantes donde debutó en la liga española en la temporada 1968-69. En el Estudiantes desarrolló la primera parte de su carrera profesional, convirtiéndose en uno de sus jugadores clave en esa época. Posteriormente jugó en el Joventut de Badalona. Más tarde jugó también en el Caja de Ronda. Fue internacional con la selección española en 82 ocasiones. También fue internacional previamente con la selección júnior.
Se caracterizaba por un carácter ganador, fuerte personalidad y una enorme capacidad de desborde en el uno contra uno. Era además buen tirador.
Era el hermano mediano de los también baloncestistas profesionales José Luis Sagi-Vela y Alfonso Sagi-Vela. Coincidió con su hermano José Luis tanto en Estudiantes como en la selección española. Es sobrino del gran barítono Luis Sagi Vela.

## Clubes
- Club Baloncesto Estudiantes (1968-1979)
- Joventut de Badalona (1979-1983)[2]
- Caja de Ronda (1983-1985)

## Palmarés

### Con la selección española
- Medalla de plata en el Eurobasket de Barcelona 1973

### Con clubes
- Campeón de la Copa Korac con el Joventut de Badalona en la temporada 1980-1981.

## Distinciones individuales
Máximo anotador de la liga española en la  temporada 1971/72 con 475 puntos en 22 partidos (21,6 ptos. por partido).